# Lardero
Lardero ist eine spanische Gemeinde in der Autonomen Gemeinschaft La Rioja. Sie ist nur vier Kilometer von der Hauptstadt Logroño entfernt und mit ihren 11.658 Einwohnern (Stand: 2024) die siebtgrößte Stadt der Autonomen Gemeinschaft.